# U-96 (1940)

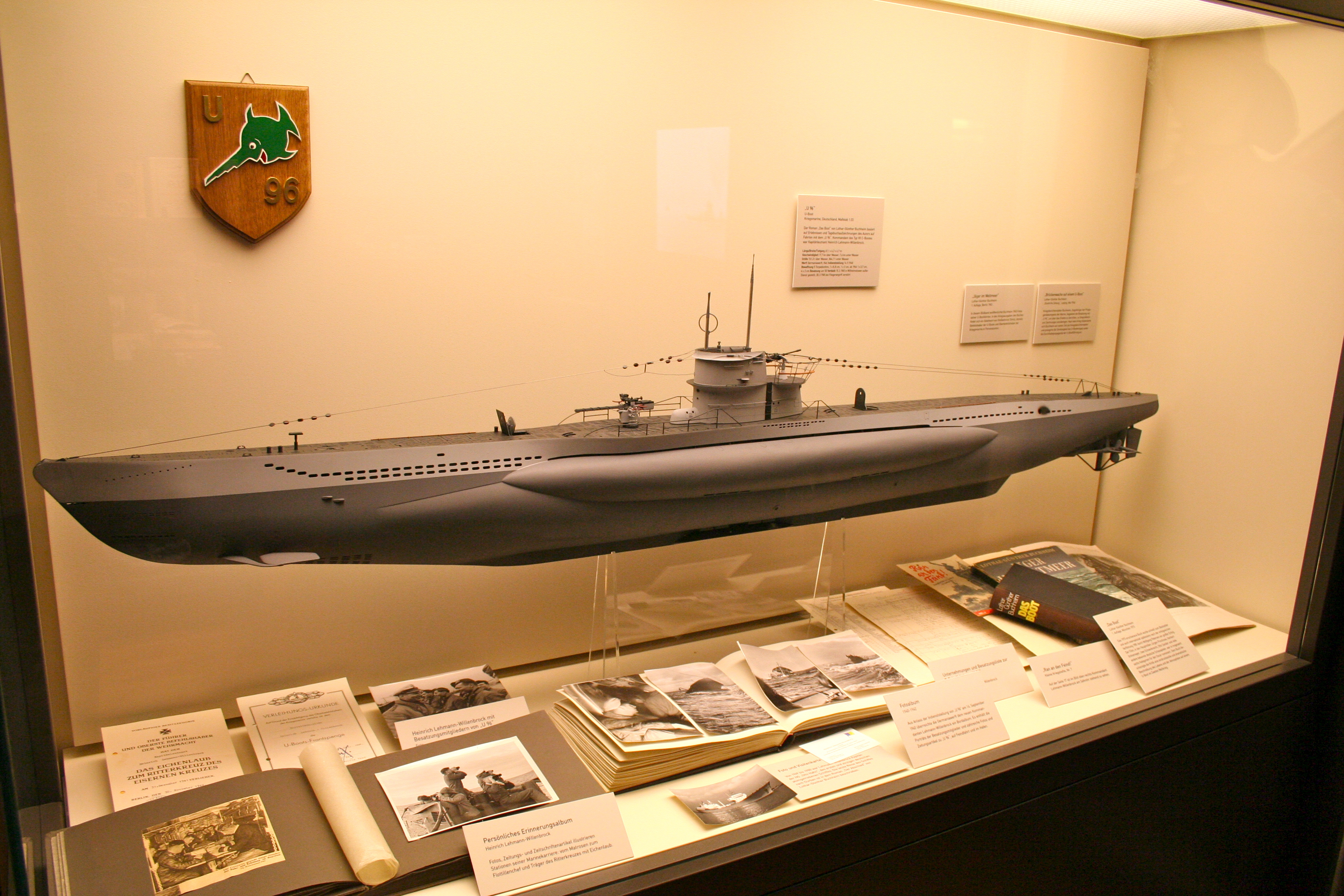
Model a escala de l'U-96 exposat al Museu Marítim Internacional d'Hamburg

El submarí alemany U-96 va ser un submarí tipus VIIC de la Kriegsmarine de l'Alemanya nazi durant la Segona Guerra Mundial. Es va fer famós després de la guerra a la novel·la súper-vendes de Lothar-Günther Buchheim de 1973 Das Boot i l'adaptació cinematogràfica homònima nominada a l'Oscar de 1981, totes dues basades en la seva experiència al submarí com a corresponsal de guerra el 1941.
La quilla va ser posada el 16 de setembre de 1939, per Germaniawerft, de Kiel, amb número de drassana 601. Va ser assignat el 14 de setembre de 1940, amb el Kapitänleutnant Heinrich Lehmann-Willenbrock al comandament. Lehmann-Willenbrock va ser rellevat el març de 1942 per l'Oberleutnant zur See Hans-Jürgen Hellriegel, que va ser rellevat al seu torn el març de 1943 per Oblt.zS Wilhelm Peters. El febrer de 1944, Oblt.zS Horst Willner va prendre el comandament, cedint el vaixell a Oblt.zS Robert Rix el juny d'aquell any. Rix va comandar el vaixell fins al 15 de febrer de 1945.

## Disseny
Els submarins alemanys de tipus VIIC van ser precedits pels submarins de tipus VIIB més curts. L'U-81 va tenir un desplaçament de 769 tones (757 tones llargues) quan estava a la superfície i de 871 tones (857 tones llargues) mentre estava submergit. Tenia una longitud total de 67,10 m (220 peus 2 polzades), una longitud del casc a pressió de 50,50 m (165 peus 8 polzades), una mànega de 6,20 m (20 peus 4 polzades), una alçada de 9,60 m (31 peus 6 polzades) i un calat de 4,74 m (15 peus 7 polzades). El submarí estava propulsat per dos motors dièsel sobrealimentats MAN M 6 V 40/46 de quatre temps i sis cilindres. produint un total de 2.800 a 3.200 cavalls de potència (2.060 a 2.350 kW; 2.760 a 3.160 shp) per al seu ús a la superfície, dos motors elèctrics de doble efecte Brown, Boveri & Cie GG UB 720/8 que produeixen un total de 750 cavalls de potència (550 cavalls mètrics). kW; 740 shp) per utilitzar-lo submergit. Tenia dos eixos i dues hèlixs d'1,23 m (4 peus). El vaixell era capaç d'operar a profunditats de fins a 230 metres (750 peus).
El submarí tenia una velocitat màxima en superfície de 17,7 nusos (32,8 km/h; 20,4 mph) i una velocitat màxima submergida de 7,6 nusos (14,1 km/h; 8,7 mph). Quan està submergit, el vaixell podia operar durant 80 milles nàutiques (150 km; 92 milles) a 4 nusos (7,4 km/h; 4,6 mph); quan sortia a la superfície, podia viatjar 8.500 milles nàutiques (15.700 km; 9.800 milles) a 10 nusos (19 km/h; 12 mph). L'U-81 estava equipat amb cinc tubs de torpedes de 53,3 cm (21 polzades) (quatre muntats a la proa i un a la popa), catorze torpedes, un canó naval SK C/35 de 8,8cm (3,46 polzades), 220 projectils i un canó antiaeri C/30 de 2 cm (0,79 polzades). El vaixell tenia una tripulació d'entre quaranta-quatre i seixanta oficials i mariners.

## Historial de serveis
Com a part de la 7a Flotilla d'U-boat, estacionada a Saint Nazaire, a la costa atlàntica francesa, l'U-96 va realitzar 11 patrulles, enfonsant 27 vaixells per un total de 181.206 tones brutes de registre (TRB) i danyant altres quatre amb un total de 33.043 TRB. També va fer que un vaixell de 8.888 TRB es declarés una pèrdua total. El vaixell va participar en onze llopades. El 30 de març de 1945, l'U-96 va ser enfonsat per bombes nord-americanes mentre es trobava als corrals submarins de Wilhelmshaven. En tota la seva carrera, no va patir cap baixa a la seva tripulació. El vaixell també era conegut pel seu emblema, un peix serra verd que riu. Es va convertir en el símbol de la 9a Flotilla després que Lehmann-Willenbrock prengués el comandament el març de 1942.

### Primera patrulla
L'U-96 va sortir de Kiel el 4 de desembre de 1940 en la seva primera patrulla. La seva ruta la va portar a través del mar del Nord, a través de la bretxa entre les illes Fèroe i Shetland i cap a l'Atlàntic Nord.
L'11 de desembre, l'U-96 va entrar en contacte amb el comboi dispers HX 92 i va atacar el vaixell de passatgers britànic Rotorua de 10.890 TRB, enfonsant-lo amb un únic torpede llançat a les 15:12 a la posició 58° 56′ N, 11° 20′ O / 58.933°N,11.333°O. La majoria dels seus passatgers i tripulació van sobreviure, però el seu cap, el comodor del comboi i 21 més, van morir. Més tard el mateix dia, l'U-96 va llançar un torpede al vaixell mercant holandès Towa de 5.419 GRT, colpejant-la al mig del vaixell. El vaixell paralitzat no es va enfonsar immediatament, així que a les 21:30 l'U-96 va llançar un segon torpede. Després del segon cop, el vaixell encara es va mantenir a flotació, de manera que l'U-boot va començar a bombardejar-la mitja hora després. El vaixell finalment es va enfonsar a les 22:42 en la posició 58° 50′ N, 10° 10′ O / 58.833°N,10.167°O. Els 37 membres de la tripulació de Towa van abandonar el vaixell en tres bots salvavides, un dels quals va bolcar, ofegant els seus ocupants. Més tard, una escorta va recollir 19 supervivents. Un atac de torpedes contra el Cardita de 8.237 GRT no va tenir èxit.
A les primeres hores del 12 de desembre, l'U-96 va atacar el vapor suec Stureholm de 4.575 TRB, enfonsant-lo amb un únic torpede llançat a les 01:56 a la posició 57° 50′ N, 8° 40′ O / 57.833°N,8.667°O. Dues hores i mitja més tard, el vaixell belga Macedonier no acompanyat va ser albirat i atacat amb un únic torpede, que va colpejar al mig del vaixell, enfonsant-lo en 10 minuts a la posició 57° 52′ N, 8° 42′ O / 57.867°N,8.700°O. La tripulació havia abandonat immediatament el vaixell i tots menys quatre de 47 van sobreviure.
Dos dies més tard, el 14 de desembre l'U-96 va enfonsar el motor britànic Western Prince de 10.926 TRB a la posició 59° 32′ N, 17° 47′ O / 59.533°N,17.783°O amb dos torpedes.
Més tard aquell dia, a les 21:02, l'U-96 va disparar contra el vapor britànic Empire Razorbill intentant detenir-lo. Després de sis rondes del seu canó de coberta que van resultar en tres impactes, l'U-96 va abandonar l'atac al mercant armat a causa del mal temps.
El 18 de desembre, l'U-96 es va trobar amb el motor cisterna holandès Pendrecht i el va atacar amb un sol torpede a les 16:15. El vaixell va ser colpejat a popa però va romandre a flotació. La tripulació, que inicialment havia abandonat el vaixell, va poder tornar a embarcar i navegar cap a Rothesay escortada per un destructor britànic. L'U-96 , que havia perdut el contacte durant la nit, va romandre a la zona general, trobant-se amb un cuirassat britànic i els seus escortes, però no va poder atacar.
Després de 26 dies al mar, l'U-96 va arribar a Lorient a la França ocupada el 29 de desembre, després d'haver enfonsat cinc vaixells per un total de 37.037 TRB i danyant altres dos vaixells per un total de 15.864 TRB.

### Segona patrulla
Segona patrulla [ modifica ]
El 9 de gener de 1941, l'U-96 va salpar de Lorient per a la seva segona patrulla de guerra. Va tornar a les aigües a l'oest d'Escòcia, on va atacar el SS Oropesa britànic de 14.118 GRT a primera hora del matí del 16 de gener. L'U-96 va llançar tres torpedes en l'espai de dues hores, i finalment va enfonsar el vaixell en la posició 56° 28′ N, 12° 0′ O / 56.467°N,12.000°O at a les 06:16. Cent sis passatgers i tripulants van morir, mentre que 143 supervivents van ser recollits pels destructors britànics.
L'endemà, l'U-96 es va trobar amb el vapor britànic de passatgers Almeda Star de 14.936 GRT sense escolta. Un primer torpede va ser llançat a les 07:45, colpejant el vaixell al mig del vaixell, fent-lo aturar. Un segon torpede va colpejar el vaixell a popa 20 minuts després, però encara no es va enfonsar. Es van necessitar dos torpedes més abans que l'Almeda Star s'enfonsés a la posició 58° 16′ N, 13° 40′ O / 58.267°N,13.667°O, tres minuts després que el quart i últim torpede fos llançat a les 13:55 Tots els passatgers i la tripulació, en total 360, van morir.
L'U-96 va tornar a la base el 22 de gener de 1941 i va tornar a atracar a Lorient després de 14 dies al mar, enfonsant dos vaixells per un total de 29.054 TRB.

### Tercera patrulla
El 30 de gener de 1941, l'U-96 va sortir de Lorient per a la seva tercera patrulla de guerra a l'Atlàntic Nord. Dues setmanes després de la patrulla, va albirar un retardat del comboi HX 106, el cisterna britànic Clea . L'U-boat va atacar poc després de les 15:00 amb un únic torpede, que va colpejar Clea al mig del vaixell, el va trencar per la meitat i va incendiar el naufragi. Aleshores les dues meitats van ser enfonsades amb artilleria.Més tard el mateix dia, un altre vaixell cisterna, l'Arthur F. Corwin , de 10.516 GRT, va ser albirat. El buc cisterna ja havia estat impactat pels torpedes de l'U-103, i es trobava endarrerit amb el mateix comboi que Clea . L'U-96 va llançar dos torpedes més contra el naufragi en flames, enfonsant-lo en la posició 60° 25′ N, 17° 11′ O / 60.417°N,17.183°O.
 Els 59 membres de la tripulació van morir en l'atac. Al matí, els escortes de l'HX 106 van detectar i atacar l'U-96 amb quatre càrregues de profunditat, però l'U-boat va escapar sense danys.
A les 02:27 del 18 de febrer, el SS Black Osprey britànic de 5.589 GRT, part de l'HX 107 s, va ser atacat amb un torpede. Un segon torpede va enfonsar el vaixell dotze minuts més tard. La tripulació de 36 homes del Black Osprey va abandonar el vaixell amb mal temps, però només onze supervivents van ser recollits dos dies després.
El 21 de febrer, un Focke Wulf "Condor" de l'I./KG 40 va atacar i va danyar un ressagat del comboi OB 287, el Scottish Standard de 6.999 GRT, matant cinc homes de la seva tripulació. La tripulació va abandonar el vaixell i 39 supervivents van ser recollits per una escorta, l'HMS Montgomery. L'endemà, 22 de febrer, l'U-96 es va trobar amb el petrolier abandonat. Tot i que hi havia un destructor patrullant la zona, l'U-96 va poder llançar dos torpedes, enfonsant l'Scotch Standard en la posició 59° 20′ N, 16° 12′ O / 59.333°N,16.200°O. Després de la segona explosió, l'HMS Montgomery va perseguir el submarí durant cinc hores, llançant 37 càrregues de profunditat sense causar danys greus.
El 23 de febrer de 1941, l'U-96 va entrar en contacte amb el comboi OB 288 i va procedir a atacar juntament amb l'U-69, l'U-73, l'U-95 i l'U-107, així com el submarí italià Michele Bianchi. Els submarins van enfonsar nou vaixells, inclòs un d'escorta, tres dels quals van ser reclamats per l'U-96.
El primer, el vaixell de càrrega britànic de 5.457 TRB Anglo-Peruvian , va ser confós amb un creuer auxiliar i atacat amb dos torpedes a les 23:27. El vaixell es va enfonsar als tres minuts després de ser atacat amb la pèrdua de 29 membres de la seva tripulació en la posició 59° 30′ N, 21° 00′ O / 59.500°N,21.000°O. Els 17 supervivents van ser recollits més tard per un vaixell mercant britànic. Més tard la mateixa nit, a les 01:16 del 24 de febrer, el SS Linaria britànic de 3.385 GRT i que anava sense escorta va ser atacat amb un sol torpede. El vaixell es va enfonsar 25 minuts després de ser colpejat pel torpede a la popa. Els 35 membres de la tripulació es van perdre en l'atac.
Una hora després que Linaria fos atacada, l'U-96 va atacar el SS Sirikishna britànic de 5.458 GRT, colpejant el vaixell al mig del vaixell. Sis hores més tard, l'U-96 va llançar un segon torpede contra el naufragi, que havia estat abandonat per la tripulació, que incloïa el comodor de l'OB 288, el contraalmirall R.A.A. Plowden. No hi va haver supervivents.
Després d'escapar de l'atac d'un escorta, l'HMS Churchill, U-96 es va dirigir al port de St. Nazaire, França, on va arribar després de 30 dies al mar el 28 de febrer, havent enfonsat set vaixells per un total de 45.391 TRB. A l'arribada, el comandant de l'U-96, Heinrich Lehmann-Willenbrock, va rebre la Creu de Cavaller de la Creu de Ferro, que li havia estat concedida dos dies abans. El Wehrmachtbericht havia anunciat el 25 de febrer que Lehmann havia enfonsat 55.600 tones en la seva última patrulla, i un total de 125.580 tones de vaixells aliats des que va prendre el comandament de l'U-96 .

### Quarta patrulla

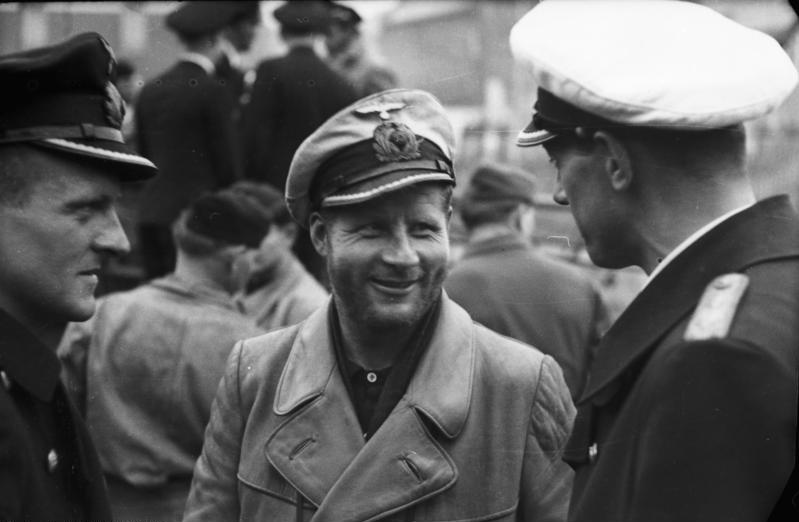
El comandant de l'U-96, el Kapitänleutnant Heinrich Lehmann-Willenbrock

El 12 d'abril de 1941 l'U-96 va tornar a la mar per a la seva quarta patrulla de guerra. El 16 d'abril, l'U-boat va entrar en contacte amb el comboi OB 309 i va ser atacat immediatament per una escorta, l'HMS Rockingham, provocant alguns danys al vaixell. El 28 d'abril, l'U-96 es va trobar amb el seu germà U-95 en contacte amb el comboi HX 121. A les 19:25 l'U-96 va llançar tres torpedes contra tres petrolers del comboi. El primer vaixell a ser atropellat, l'Oilfield , un motor cisterna britànic de 8.516 GRT, }}, es va incendiar en rebre l'impacte, i tots els membres de la seva tripulació tots menys vuit de 55 persones van morir en l'atac.
El segon vaixell, el petroler noruec Caledonia, va ser torpedinat a la sala de màquines, i hi va matar set tripulants. Altres cinc membres de la tripulació van morir quan van anar a la deriva cap al naufragi en flames de l'Oilfield proper després de saltar per la borda. La resta de la tripulació va sobreviure quan el vaixell de rescat Zaafaran va recollir 25 supervivents en un bot salvavides. El tercer vaixell enfonsat aquell dia, el vaixell de vapor britànic Port Hardy de 8.897 GRT, va ser colpejat accidentalment quan el tercer torpede va fallar el seu objectiu. Abans de l'impacte del torpede, l'U-96 es va veure obligat a submergir-se, quan un membre de l'escorta, la corbeta classe Flower HMS Gladiolus va arribar a l'escena. Port Hardy va perdre un membre de la tripulació en l'atac, mentre que 97 passatgers i tripulants van ser recollits pel Zaafaran.
Poc després de les 13:00 de l'endemà, un U-96 lleugerament danyat va ser atacat per un avió, un Lockheed Hudson de l'esquadró número 233 de la RAF, però les bombes no van causar més danys. A la nit de l'1 de maig, l'U-96 va atacar sense èxit un vaixell de càrrega sense escolta, abans de posar-se en contacte amb un altre comboi el 4 de maig. El contacte es va perdre l'endemà, però. El 7 de maig, l'U-96 va ser detectat per un Short Sunderland poc després del migdia, i en el transcurs de dues hores i mitja es van llançar 32 bombes. Un altre atac aeri es va produir una setmana més tard, el 14 de maig, quan un avió de quatre motors va llançar tres bombes sobre l'U-boat.
A primera hora del 19 de maig, el vaixell de vapor britànic Empire Ridge de 2.922 GRT va travessar el camí de l'U-96 a 90 milles nàutiques (170 km; 100 milles) a l'oest de Bloody Foreland (Irlanda). Confonent-lo amb un camió cisterna de 9000 GRT, l'U-96 va llançar dos torpedes. L'Empire Ridge es va trencar per la meitat quan els torpedes van colpejar, portant–se amb ell 31 homes d'una tripulació de 33.
Després de 41 dies al mar, l'U-96 va tornar a Saint Nazaire el 22 de maig, havent enfonsat quatre vaixells per un total de 30.227 TRB.

### Cinquena patrulla
La cinquena patrulla de guerra va començar el 19 de juny de 1941, quan l'U-96 va sortir de Saint Nazaire cap a l'Atlàntic Nord. Dues setmanes després de la patrulla, l'U-96 va entrar en contacte amb un petit comboi. El vaixell es trobava a unes 300 milles nàutiques (560 km; 350 milles) al nord de les Açores el 5 de juliol de 1941 quan va trobar el vaixell d'exploració HMS Challenger liderant un creuer mercant armat (AMC) HMS Cathay and SS Anselm, un vaixell de càrrega i passatgers de 5.954 TRB que s'havia convertit en un vaixell de tropes. També escortaven el petit comboi tres corbetes classe Flower: el HMS Lavender, el Petunia i el Starwort. L'U-96 tenia la impressió que havia colpejat el vaixell de prospecció i l'AMC; en canvi, havia colpejat a Anselm dues vegades, enfonsant-lo i matant 254 persones. L'ASDIC del Starwort no funcionava, però el Lavender i el Petunia van contraatacar amb càrregues de profunditat. L'U-boot va resultar greument danyat i es va obligar a restringir la seva patrulla.
Després de 21 dies al mar, l'U-96 va arribar a Saint Nazaire, havent enfonsat un vaixell de 5.954 TRB.

### Sisena patrulla
El 2 d'agost de 1941, l'U-96 va marxar cap a la seva sisena patrulla a l'Atlàntic Nord. El 12 d'agost, l'U-boat va formar part del grup Greenland. Dues setmanes més tard, el 28 d'agost, es va unir al grup Kurfürst. A principis de setembre, l'U-96 pertanyia al grup Seawolf abans de tornar a la base. El 12 de setembre va entrar a St.Nazaire després de 42 dies al mar, sense atacar cap vaixell.

### Setena patrulla
El 27 d'octubre, l'U-96 va marxar cap a la seva setena patrulla amb el periodista Lothar-Günther Buchheim a bord i es va unir al grup Stoßtrupp tres dies després. L'endemà, 31 d'octubre, el grup va prendre contacte amb el comboi OS 10. L'U-96 va llançar quatre torpedes a llarg abast, un dels quals va colpejar el SS Bennekom holandès . El vaixell va enfonsar-se mitja hora després d'haver estat atacat i s'havia endut nou dels seus 56 tripulants.
Després de l'atac, el balandre HMS Lulworth va arribar a l'escena i va forçar l'U-96 sota l'aigua amb canonades. L'U-boot va escapar il·lès de la presa de 27 càrregues de profunditat.
L'endemà, l'U-96 es va trobar amb dos escortes més, el HMS Gorleston i el Verbena, però va aconseguir escapar de nou.
L'U-boat va passar el novembre patrullant l'Atlàntic Nord com a part dels grups Störtebecker i Benecke, fins que va entrar en secret al port neutral de Vigo i va ser reabastit pel MV Bessel alemany internat el 27 de novembre. Després de sortir de Vigo, l'U-96 va marxar cap a l'estret de Gibraltar, amb ordre d'entrar a la Mediterrània. No obstant això, a finals del 30 de novembre, l'U-boat va ser detectat per un Fairey Swordfish del 812è Esquadró Aeri Naval i molt danyat per dues bombes llançades per l'avió. Incapaç d'arribar al seu destí, l'U-96 va marxar cap al port de Saint Nazaire. En el camí es va trobar amb el SS Cabo de Hornos, que tornava d'Amèrica del Sud, després de lliurar un grup de refugiats jueus a la colònia holandesa de Curaçao, quan el Brasil els va negar l'entrada. Quan el torpede de l'U-96 va fallar, el vaixell va ser aturat i es van revisar els seus papers.
El 6 de desembre de 1941, després de 41 dies al mar, l'U-96 va tornar a Saint Nazaire, havent enfonsat un vaixell de 5.998 TRB.

### Vuitena patrulla
La vuitena patrulla del vaixell va tenir èxit quan va operar a la costa est canadenca. Va enfonsar el Lake Osweya prop d'Halifax el 20 de febrer de 1942. Es trobava a només 500 iardes (460 m) del seu objectiu quan es va llançar el torpede.
Va enfonsar el Torungen davant de Nova Escòcia el 22 de febrer i va atacar Kars més tard el mateix dia. Aquest últim vaixell es va trencar en dos arran de l'impacte del torpede. La secció de proa es va enfonsar ràpidament, però la secció de popa va quedar varada i va declarar una pèrdua total.
La victòria final del submarí aquesta vegada va arribar el 9 de març quan va enfonsar Tyr a unes 100 milles nàutiques (190 km; 120 milles) d'Halifax.

### Novena i desena patrulla

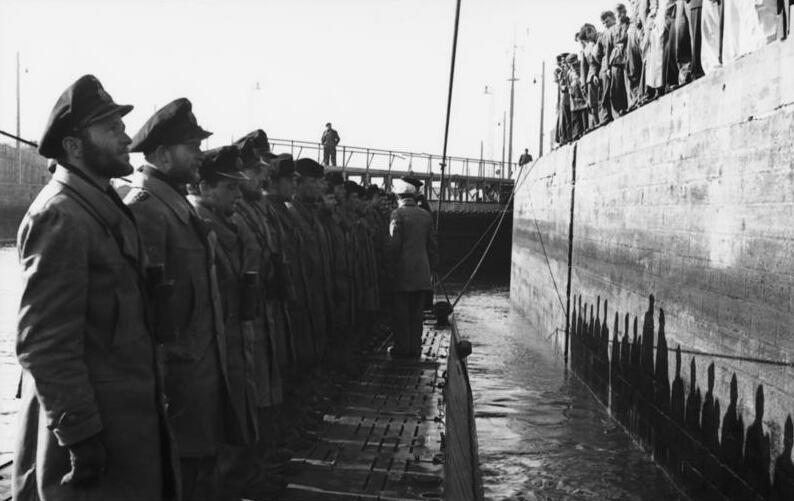
L'U-96 salpa de St. Nazaire per a la seva novena patrulla, 23 d'abril de 1942

Per a la novena patrulla, l'U-96 va sortir de St. Nazaire el 23 d'abril de 1942 i va tornar 73 dies després, l'1 de juliol sense atacar res.
A la desena patrulla, el vaixell va danyar el FJ Wolfe el 10 de setembre de 1942 (tot i que aquest vaixell va poder mantenir-se al dia amb el seu comboi). L'U-96 també va enfonsar Sveve el mateix dia, així com Elisabeth van Belgie . També va enfonsar el Deläes el dia 11.

### Onzena patrulla
L'última patrulla operativa del vaixell va començar amb la seva sortida de Saint Nazaire el 26 de desembre de 1942. Creuant l'Atlàntic per darrera vegada, va tornar a la banda est i després de traslladar un tripulant malalt a l'U-163 el 3 de gener de 1943, va arribar a Königsberg el 8 de febrer.

### Després del servei actiu
Va passar la major part de la resta de la guerra com a vaixell d'entrenament. Va ser donat de baixa el 15 de febrer de 1945 a Wilhelmshaven.
Quan la Vuitena Força Aèria dels Estats Units va atacar Wilhelmshaven el 30 de març de 1945, l'U-96 va ser enfonsat a la conca d'Hipper. Les restes del submarí van ser desballestades després de la guerra.

## A la cultura popular

### Llibres
Durant 1941, el corresponsal de guerra Lothar-Günther Buchheim es va unir a l'U-96 per a la seva setena patrulla. Les seves ordres eren fotografiar i descriure l'U-boat en acció amb finalitats propagandístiques. Més de 5.000 fotografies, la majoria fetes per Buchheim, van sobreviure a la guerra. A partir de les seves experiències, va escriure un conte, "Die Eichenlaubfahrt" (La patrulla de les fulles de roure) i una novel·la de 1973 que es convertiria en un best-seller internacional, Das Boot (El submarí), seguida el 1976 per U-Boot-Krieg ("Guerra de submarí"), una crònica de no ficció del viatge.

### Cinema
El 1981 Wolfgang Petersen va crear la pel·lícula aclamada per la crítica Das Boot, basada en la novel·la homònima de Buchheim, amb diverses alteracions a la trama i als personatges. Tant la novel·la com la pel·lícula van tenir un final molt més fosc que en la realitat, on l'U-boat torna a port només per ser destruït durant un atac aeri amb molts dels membres de la seva tripulació morts o ferits. En realitat, l'U-96 va sobreviure al servei de guerra, va ser donat de baixa el febrer de 1945 i convertit en un vaixell d'entrenament. L'U-96 va ser enfonsat un mes després al març per les bombes aliades. La mateixa rèplica de l'U-96 es va utilitzar a la pel·lícula de 1981 de Steven Spielberg Raiders of the Lost Ark, però té el número U-26, que en realitat era un U-boat de tipus IA.

### Videojocs
El 2019, Deep Water Studio va llançar el videojoc "UBOAT" en accés anticipat. UBOAT dona al jugador el comandament de l'U-96 durant la Segona Guerra Mundial.
L'U-96 també apareix com un dels cinc submarins jugables del videojoc Wolfpack llançat per Usurpator AP en accés anticipat el 2019.
L'U-boat també apareix al joc per a mòbils Azur Lane en una forma antropomorfitzada.

## Comandants
- Kptlt. Heinrich Lehmann-Willenbrock - 14 de setembre de 1940 - 1 d'abril de 1942
- Oblt.z.S. Hans-Jürgen Hellriegel - 28 de març de 1942 - 15 de març de 1943
- Oblt.z.S. Wilhelm Peters - 16 de març de 1943 - 30 de juny de 1944
- Oblt.z.S. Horst Willner - de febrer de - de juny de 1944
- Oblt.z.S. Robert Rix - 1 de juliol de 1944 - 15 de febrer de 1945

## Llopades
L'U-96 va participar en onze llopades:
- Hammer (5-12 d'agost de 1941)
- Grönland (12-27 d'agost de 1941)
- Kurfürst (28 d'agost - 2 de setembre de 1941)
- Seewolf (2-10 de setembre de 1941)
- Stosstrupp (30 d'octubre - 4 de novembre de 1941), amb Buchheim present a bord
- Störtebecker (5-19 de novembre de 1941)
- Benecke (19-22 de novembre de 1941)
- Hecht (11 de maig - 18 de juny de 1942)
- Stier (29 d'agost - 2 de setembre de 1942)
- Vorwärts (3-25 de setembre de 1942)
- Jaguar (10-20 de gener de 1943)

## Resum de l'historial d'atacs
L'U-96 va realitzar onze patrulles, enfonsant 27 vaixells amb un total de 181.206 tones de registre brut (GRT) i danyant altres quatre amb un total de 33.043 TRB. També va provocar que un vaixell de 8.888 TRB es declarés una pèrdua total.
| Data                   | Vaixell              | Nationalitat  | Tonatge (GRT) | Convoi | Destí      | Localització                             | Morts                                                                               |
| ---------------------- | -------------------- | ------------- | ------------- | ------ | ---------- | ---------------------------------------- | ----------------------------------------------------------------------------------- |
| 11 de desembre de 1940 | Rotorua              | Regne Unit    | 10,890        | HX 92  | Enfonsat   | 58° 56′ N, 11° 20′ O / 58.933°N,11.333°O | Error en Plantilla:Align: el valor "22" com a paràmetre d'alineació és incorrecte.  |
| 11 de desembre de 1940 | Towa                 | Països Baixos | 5,419         | HX 92  | Enfonsat   | 58° 50′ N, 10° 10′ O / 58.833°N,10.167°O | Error en Plantilla:Align: el valor "18" com a paràmetre d'alineació és incorrecte.  |
| 12 de desembre de 1940 | Macedonier           | Bèlgica       | 5,227         | HX 92  | Enfonsat   | 57° 52′ N, 08° 42′ O / 57.867°N,8.700°O  | Error en Plantilla:Align: el valor "4" com a paràmetre d'alineació és incorrecte.   |
| 12 de desembre de 1940 | Stureholm            | Suècia        | 4,575         | HX 92  | Enfonsat   | 57° 50′ N, 08° 40′ O / 57.833°N,8.667°O  | Error en Plantilla:Align: el valor "32" com a paràmetre d'alineació és incorrecte.  |
| 14 de desembre de 1940 | Empire Razorbill     | Regne Unit    | 5,118         | OB 257 | Danyat     | 59° 31′ N, 13° 15′ O / 59.517°N,13.250°O | Error en Plantilla:Align: el valor "0" com a paràmetre d'alineació és incorrecte.   |
| 14 de desembre de 1940 | Western Prince       | Regne Unit    | 10,926        |        | Enfonsat   | 59° 32′ N, 17° 47′ O / 59.533°N,17.783°O | Error en Plantilla:Align: el valor "14" com a paràmetre d'alineació és incorrecte.  |
| 18 de desembre de 1940 | Pendrecht            | Països Baixos | 10,746        | OB 259 | Danyat     | 45° 18′ N, 36° 40′ O / 45.300°N,36.667°O | Error en Plantilla:Align: el valor "0" com a paràmetre d'alineació és incorrecte.   |
| 16 de gener de 1941    | Oropesa              | Regne Unit    | 14,118        |        | Enfonsat   | 56° 28′ N, 12° 00′ O / 56.467°N,12.000°O | Error en Plantilla:Align: el valor "106" com a paràmetre d'alineació és incorrecte. |
| 17 de gener de 1941    | Almeda Star          | Regne Unit    | 14,936        |        | Enfonsat   | 58° 16′ N, 13° 40′ O / 58.267°N,13.667°O | Error en Plantilla:Align: el valor "360" com a paràmetre d'alineació és incorrecte. |
| 13 de febrer de 1941   | Arthur F. Corwin     | Regne Unit    | 10,516        | HX 106 | Enfonsat   | 60° 25′ N, 17° 11′ O / 60.417°N,17.183°O | Error en Plantilla:Align: el valor "46" com a paràmetre d'alineació és incorrecte.  |
| 13 de febrer de 1941   | Clea                 | Regne Unit    | 7,987         | HX 106 | Enfonsat   | 60° 25′ N, 17° 10′ O / 60.417°N,17.167°O | Error en Plantilla:Align: el valor "59" com a paràmetre d'alineació és incorrecte.  |
| 18 de febrer de 1941   | Black Osprey         | Regne Unit    | 5,589         | HX 107 | Enfonsat   | 61° 30′ N, 18° 10′ O / 61.500°N,18.167°O | Error en Plantilla:Align: el valor "25" com a paràmetre d'alineació és incorrecte.  |
| 22 de febrer de 1941   | Scottish Standard    | Regne Unit    | 6,999         | OB 287 | Enfonsat   | 59° 20′ N, 16° 12′ O / 59.333°N,16.200°O | Error en Plantilla:Align: el valor "5" com a paràmetre d'alineació és incorrecte.   |
| 23 de febrer de 1941   | Anglo-Peruvian       | Regne Unit    | 5,457         | OB 288 | Enfonsat   | 59° 30′ N, 21° 00′ O / 59.500°N,21.000°O | Error en Plantilla:Align: el valor "29" com a paràmetre d'alineació és incorrecte.  |
| 24 de febrer de 1941   | Linaria              | Regne Unit    | 3,385         | OB 288 | Enfonsat   | 61° 00′ N, 25° 00′ O / 61.000°N,25.000°O | Error en Plantilla:Align: el valor "34" com a paràmetre d'alineació és incorrecte.  |
| 24 de febrer de 1941   | Sirikishna           | Regne Unit    | 5,458         | OB 288 | Enfonsat   | 58° 00′ N, 21° 00′ O / 58.000°N,21.000°O | Error en Plantilla:Align: el valor "43" com a paràmetre d'alineació és incorrecte.  |
| 28 d'abril de 1941     | Caledonia            | Noruega       | 9,892         | HX 121 | Enfonsat   | 60° 03′ N, 16° 10′ O / 60.050°N,16.167°O | Error en Plantilla:Align: el valor "12" com a paràmetre d'alineació és incorrecte.  |
| 28 d'abril de 1941     | Oilfield             | Regne Unit    | 8,516         | HX 121 | Enfonsat   | 60° 05′ N, 17° 00′ O / 60.083°N,17.000°O | Error en Plantilla:Align: el valor "47" com a paràmetre d'alineació és incorrecte.  |
| 28 d'abril de 1941     | Port Hardy           | Regne Unit    | 8,897         | HX 121 | Enfonsat   | 60° 14′ N, 15° 20′ O / 60.233°N,15.333°O | Error en Plantilla:Align: el valor "1" com a paràmetre d'alineació és incorrecte.   |
| 19 de maig de 1941     | Empire Ridge         | Regne Unit    | 2,922         | HG 61  | Enfonsat   | 54° 47′ N, 11° 10′ O / 54.783°N,11.167°O | Error en Plantilla:Align: el valor "31" com a paràmetre d'alineació és incorrecte.  |
| 5 de juliol de 1941    | Anselm               | Regne Unit    | 5,954         |        | Enfonsat   | 44° 25′ N, 28° 35′ O / 44.417°N,28.583°O | Error en Plantilla:Align: el valor "254" com a paràmetre d'alineació és incorrecte. |
| 31 d'octubre de 1941   | Bennekom             | Països Baixos | 5,998         | OS 10  | Enfonsat   | 51° 20′ N, 23° 40′ O / 51.333°N,23.667°O | Error en Plantilla:Align: el valor "8" com a paràmetre d'alineació és incorrecte.   |
| 19 de febrer de 1942   | MV Empire Seal       | Regne Unit    | 7,965         |        | Enfonsat   | 43° 14′ N, 64° 45′ O / 43.233°N,64.750°O | Error en Plantilla:Align: el valor "1" com a paràmetre d'alineació és incorrecte.   |
| 20 de febrer de 1942   | Lake Osweya          | Estats Units  | 2,398         |        | Enfonsat   | 43° 14′ N, 64° 45′ O / 43.233°N,64.750°O | Error en Plantilla:Align: el valor "39" com a paràmetre d'alineació és incorrecte.  |
| 22 de febrer de 1942   | Kars                 | Regne Unit    | 8,888         | HX 175 | Total Loss | 44° 15′ N, 63° 25′ O / 44.250°N,63.417°O | Error en Plantilla:Align: el valor "50" com a paràmetre d'alineació és incorrecte.  |
| 22 de febrer de 1942   | Torungen             | Noruega       | 1,948         |        | Enfonsat   | 44° 00′ N, 63° 30′ O / 44.000°N,63.500°O | Error en Plantilla:Align: el valor "19" com a paràmetre d'alineació és incorrecte.  |
| 9 de març de 1942      | Tyr                  | Noruega       | 4,265         |        | Enfonsat   | 43° 40′ N, 61° 10′ O / 43.667°N,61.167°O | Error en Plantilla:Align: el valor "13" com a paràmetre d'alineació és incorrecte.  |
| 10 de setembre de 1942 | Elisabeth van Belgie | Bèlgica       | 4,241         | ON 127 | Enfonsat   | 51° 30′ N, 28° 25′ O / 51.500°N,28.417°O | Error en Plantilla:Align: el valor "1" com a paràmetre d'alineació és incorrecte.   |
| 10 de setembre de 1942 | F.J. Wolfe           | Regne Unit    | 12,190        | ON 127 | Danyat     | 51° 30′ N, 28° 25′ O / 51.500°N,28.417°O | Error en Plantilla:Align: el valor "0" com a paràmetre d'alineació és incorrecte.   |
| 10 de setembre de 1942 | Sveve                | Noruega       | 6,313         | ON 127 | Enfonsat   | 51° 28′ N, 28° 30′ O / 51.467°N,28.500°O | Error en Plantilla:Align: el valor "0" com a paràmetre d'alineació és incorrecte.   |
| 11 de setembre de 1942 | Delães               | Portugal      | 415           |        | Enfonsat   | 50° 03′ N, 29° 32′ O / 50.050°N,29.533°O | Error en Plantilla:Align: el valor "0" com a paràmetre d'alineació és incorrecte.   |
| 25 de setembre de 1942 | New York*            | Regne Unit    | 4,989         | RB 1   | Danyat     | 54° 34′ N, 25° 44′ O / 54.567°N,25.733°O | Error en Plantilla:Align: el valor "0" com a paràmetre d'alineació és incorrecte.   |